# Rosa de Castilla, Jalisco
Rosa de Castilla är en ort i Mexiko.   Den ligger i kommunen San Juan de los Lagos och delstaten Jalisco, i den centrala delen av landet, 400 km nordväst om huvudstaden Mexico City. Rosa de Castilla ligger 1 753 meter över havet och antalet invånare är 155.
Terrängen runt Rosa de Castilla är platt söderut, men norrut är den kuperad. Rosa de Castilla ligger nere i en dal. Runt Rosa de Castilla är det glesbefolkat, med 20 invånare per kvadratkilometer. Närmaste större samhälle är San Juan de los Lagos, 3,1 km norr om Rosa de Castilla. I omgivningarna runt Rosa de Castilla växer huvudsakligen savannskog.